# Lorenzi
Lorenzi és un barri de la ciutat brasilera de Santa Maria, Rio Grande do Sul. El barri està situat al districte de Sede.

## Villas
El barri amb les següents villas: Estância do Minuano, Lorenzi, Vila Bom Jesus, Vila Lorenzi, Vila Quitandinha, Vila Santa Rita de Cássia, Vila Santo Antônio, Vila Severo, Vila Tavares.

## Galeria de fotos
| São Valentim | Urlândia | Urlândia / Dom Antônio Reis Tomazetti |
| São Valentim |          | Tomazetti                             |
| São Valentim | Pains    | Tomazetti Pains                       |